# キューティ・ブロンド/ハッピーMAX
『キューティ・ブロンド/ハッピーMAX』（Legally Blonde 2: Red, White & Blonde）は、2003年のアメリカ映画。2001年公開の『キューティ・ブロンド』の続編。DVD及びビデオのタイトルでは『キューティ・ブロンド2/ハッピーMAX』となっている。

## ストーリー
ハーバード・ロー・スクールを優秀な成績で卒業したエルは、晴れて大手法律事務所に勤めることになった。恋人エメットとの結婚を3ヶ月後に控えたある日、彼女は愛犬ブルーザーの母親も招こうと思い立つ。早速、母犬探しを始めたエルとブルーザーだったが、ようやく見つけた母犬はとある実験施設で化粧品開発のための実験台にされようとしていた。怒り心頭のエルは、事務所の会議で動物実験を止めさせるためにその化粧品会社と戦うことを提案する。しかし、相手が事務所のクライアントだったことから、逆にエルのほうがクビを宣告されてしまう…。

## キャスト
※括弧内は日本語吹替
- エル・ウッズ（英語版） - リース・ウィザースプーン（松本梨香）
- エメット・リッチモンド - ルーク・ウィルソン（内田直哉）
- ヴィクトリア・ラッド下院議員 - サリー・フィールド（麻上洋子）
- グレース・ロシター - レジーナ・キング（中澤やよい）
- スタンフォード・マークス議員 - ブルース・マッギル（小林修）
- リビー・ハウザー議員 - ダナ・アイヴィ（藤波京子）
- シド・ポスト - ボブ・ニューハート（川久保潔）
- リーナ - メアリー・リン・ライスカブ（込山順子）
- ティモシー - J・バートン
- ポーレット - ジェニファー・クーリッジ（堀越真己）
- マーゴット - ジェシカ・コーフィール（引田有美）
- セリーナ - アラナ・ユーバック（英語版）（朴璐美）
- マイケル・ブレイン - スタンリー・アンダーソン（宮田光）
- インターン -  マシ・オカ